# Altair (ster)

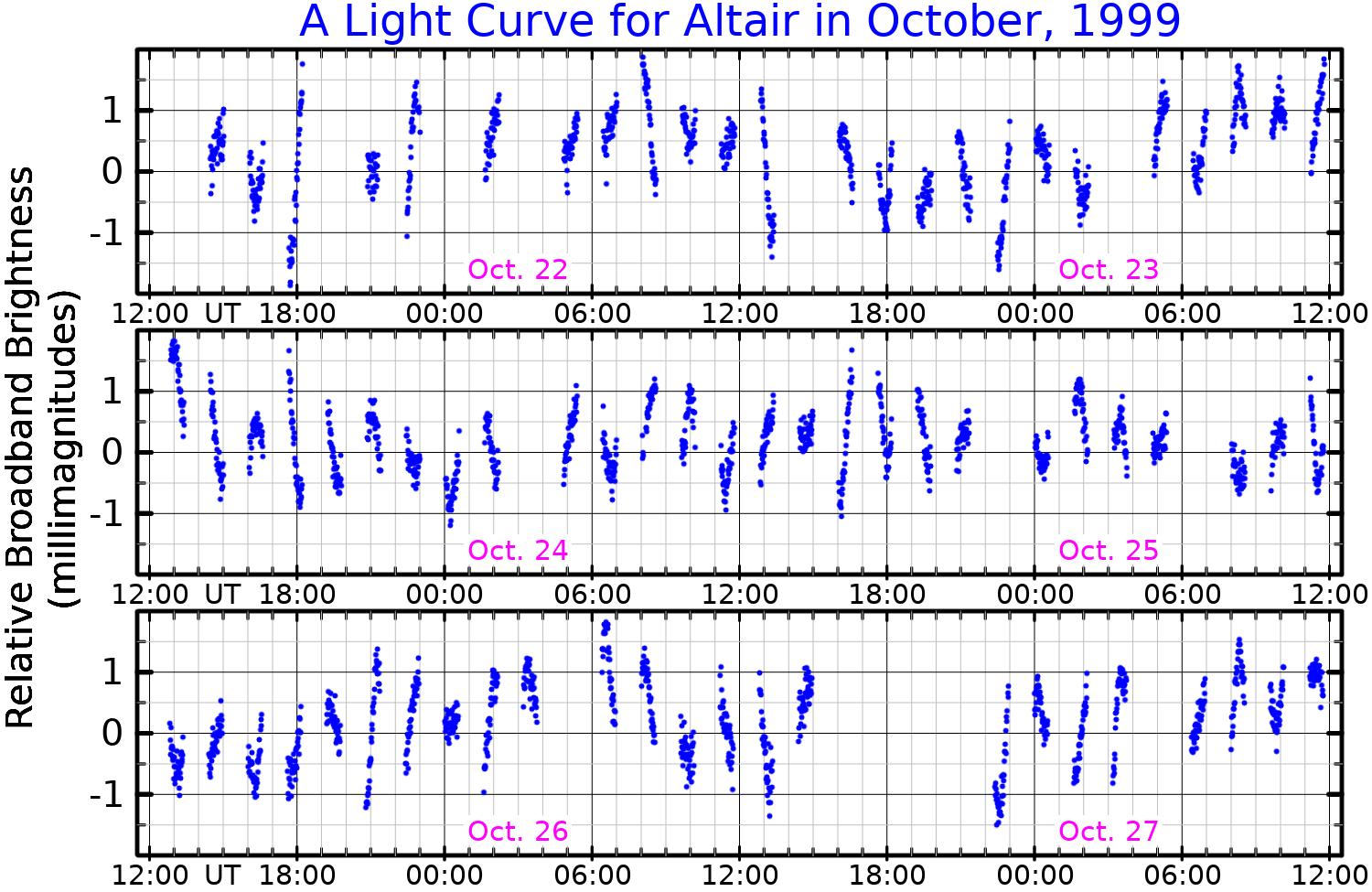
Lichtkromme van Altair

Altair (alpha Aquilae) is de helderste ster in het sterrenbeeld Arend (Aquila). Altair is een van de drie sterren van de zomerdriehoek. De ster staat ook bekend als Atair.
Altair behoort tot het 40-tal sterren dat dichter dan 5 parsecs bij de zon staat en behoort met sterren als Sirius en Procyon dus tot onze naaste omgeving. De ster is een van de weinige waarvan de visuele diameter is bepaald, deze is ongeveer 0,0028 boogseconden. De ster heeft een grote eigenbeweging en verplaatst zich bijna een graad in 5000 jaar. Tevens roteert de ster erg snel, eenmaal in de 10 uur, dat wil zeggen, 210 km/s aan de oppervlakte, wat de ster een afgeplatte vorm geeft.

## Mythologie
In het Japanse astronomisch sprookje zijn twee geliefden, weefster Orihime (de ster Vega) en herder Hikoboshi (de ster Altair) gescheiden door de vader. Als straf voor het verwaarlozen van het weven en hoeden na de trouwerij, werden zij door de vader aan weerszijden van de rivier (de Melkweg) gezet. Eenmaal per jaar (7 juli) ontmoeten zij elkaar doordat eksters een brug over de rivier vormen. Dit gebeurt alleen bij een heldere nacht. Als het regent, moeten de twee geliefden weer een jaar wachten.